# Machimus cowini
Machimus cowini (лат.) — вид ктырей из подсемейства Asilinae. Один из 28 видов ктырей Британских островов.
Мэнский ктырь был обнаружен и выделен в отдельный вид в 1940-е, первоначально считался эндемичным видом острова. Однако, позже он был обнаружен на востоке острова Ирландия. Имеются также неподтверждённые данные и о встрече вида в Великобритании. Наиболее часто вид встречается на северо-востоке острова Мэн.
В 1979 году Почта острова Мэн выпустила марку в 13 пенсов с изображением мэнского ктыря. В 2001 году была выпущена другая марка номиналом в 58 пенсов.
Латинское наименование (Machimus cowini или синоним Epitriptus cowini) вид получил в честь открывателя — У. С. Коуина (англ. W. S. Cowin).